# 북이초등학교 조양분교
북이초등학교 조양분교는 대한민국 전라남도 장성군 북이면 오작로 384에 있었던 초등학교이다.

## 연혁
- 1932.03.01 사거리국민학교 조양간이학교 개교
- 1937.04.01 북상서국민학교 승격
- 1950.09.27 6·25사변으로 전교사 소실
- 1956.05.01 북상국민학교 조양분교장 개교
- 1957.04.01 북상서국민학교 승격
- 1976.05.01 조양국민학교 개칭
- 1984.06.13 조양국민학교병설유치원 인가
- 1996.03.01 북이초등학교 조양분교장 개편
- 1998.02.17 제40회 졸업
- 1998.03.01 북이초등학교로 통합